# Lonchodes sospes
Lonchodes sospes är en insektsart som beskrevs av Brunner von Wattenwyl 1907. Lonchodes sospes ingår i släktet Lonchodes och familjen Phasmatidae. Inga underarter finns listade i Catalogue of Life.